# Флай (гейзер)
40°51′34″ пн. ш. 119°19′55″ зх. д. / 40.8594° пн. ш. 119.332° зх. д.
Флай (англ. Fly Geyser) — штучний гейзер, розташований у штаті Невада, США.

## Історія
Колись на місці цього гейзера знаходилося ранчо «Fly» (укр. Політ). У 1916 у цих місцях пробурили свердловину для колодязя, але випадково пробили геотермічну кишеню води. Однак лише у 1964 році кипляча вода почала вилітати на поверхню, створивши незвичайний ландшафт.

## Опис
Стіни гейзера продовжують рости і зараз. За останніми даними, його висота майже 1,5 метри, та розмірами в 3,0–3,7 м. Гейзер постійно викидає три водних струменя. Мінерали, водорості та ціанобактерії надають йому неймовірного кольору.
Гейзер змінив навколишню місцевість настільки, що це місце можна прийняти за поверхню іншої планети, настільки тут все має незвичайний вигляд.
Власникам земель, на яких розташований гейзер, кілька разів пропонували продати їх, щоб відкрити доступ для всіх охочих, але поки вони відмовляються. Цей пам'ятник оточений парканами і воротами, тому туристам, які бажають потрапити сюди, необхідно заздалегідь просити дозвіл на відвідування у власників даних земель.
У Неваді крім Флая є ще кілька гейзерів, але саме він вважається найбільшим і найкрасивішим.